# Peniophora pruinata
Peniophora pruinata är en svampart som först beskrevs av Berk. & M.A. Curtis, och fick sitt nu gällande namn av Edward Angus Burt 1926. Peniophora pruinata ingår i släktet Peniophora och familjen Peniophoraceae.   Inga underarter finns listade i Catalogue of Life.